# The Vaudevillains
Palmarès
championnat par équipe de la NXT
The Vaudevillains est une équipe de catcheurs composé d'Aiden English et Simon Gotch. Ils travaillent actuellement à la World Wrestling Entertainment (WWE). Ils ont la particularité d'incarner des catcheurs du début du XXe siècle. Ils commencent à faire équipe à la NXT, le club-école de la WWE, où ils deviennent champion par équipe de la NXT.

## Carrière

### World Wrestling Entertainment (2013-2017)

#### Passage à NXT (2014-2016)
Aiden English et Simon Gotch font équipe pour la première fois à NXT le 19 juin 2014 où ils battent Angelo Dawkins et Travis Tyler. En août, ils participent au tournoi pour désigner les challengers pour le championnat par équipe de la NXT et atteignent la finale en éliminant Bull Dempsey et Mojo Rawley le 14 août puis Colin Cassady et Enzo Amore la semaine suivante,. Ils échouent en finale face à The Lucha Dragons le 4 septembre.

#### Débuts à SmackDown et Séparation (2016-2017)
il débute le 7 avril dans le roster principal à Smackdown et battant  The Lucha Dragons. le 11 avril  a Raw les Vaudevillains ont été annoncés comme l' une des équipes qui participer au  tournoi de prétendants pour le WWE Tag Team Championship  où ils ont battu Goldust et Fandango au premier tour          a SmackDown il a remporté le match contre les Usos sur le 18 avril a Raw pour les demi-finales
les Vaudevillains feront face a Enzo Amore et Colin Cassady dans la finale du tournoi à Payback (2016). 
,pendant le match entre Enzo et Cass et The Vaudevillains, Enzo Amore se blesse à la tête (commotion cérébrale) entraînant l'arrêt du match,Le lendemain à Raw, The Vaudevillains est déclarent challengers no 1 au WWE Tag Team Championship du New Day. Un match entre les deux équipes à Extreme Rules est alors annoncé. A Extreme Rules 2016 ils affrontent The New Day pour les ceintures par équipes mais perdent contre eux. À Money in The Bank, ils affrontent de nouveau The New Day pour la WWE Tag Team Championships mais dans un Fatal-4-Way match tag match ils affronteront aussi les équipes Enzo et Cass, et Luke Gallows & Karl Anderson. Fatal-4-Way match pour le WWE Tag Team Championship
L'équipe se sépare le 5 avril, lorsque Simon Gotch quitte la WWE.

## Palmarès
- NXT
  - 1 fois NXT Tag Team Champions